# Roberto Petito
Roberto Petito (Civitavecchia, 1º febbraio 1971) è un ex ciclista su strada italiano, professionista dal 1993 al 2008 e vincitore di una Tirreno-Adriatico.

## Carriera
Buon passista, tra i dilettanti nel 1992 vinse il prestigioso Giro delle Regioni a tappe. Passato professionista nel 1993 con la Mercatone Uno, poi divenuta Saeco, vi restò fino al 1999, stagione in cui fu lungamente inattivo causa un serio problema fisico; dal 2000 al 2005 militò nella Fassa Bortolo, per approdare nel 2006 alla Tenax-Salmilano e concludere la carriera nel 2008 con la Liquigas.
Trascorse la maggior parte degli anni di attività svolgendo ruoli di gregario. Nonostante ciò, nel corso della sua lunga carriera da professionista riuscì a cogliere nove successi, dimostrando di andare particolarmente forte all'inizio della stagione ciclistica e nelle grandi classiche del nord. 
Ottenne il più prestigioso successo della carriera vincendo la Tirreno-Adriatico 1997. Si impose anche nel Giro di Romagna 1994, nel Giro di Sardegna 1997 a tappe (valido come Settimana Ciclistica Internazionale), nel Trofeo Pantalica 2001 e nella Quatre Jours de Dunkerque 2006 a tappe.
Oltre alle vittorie, fu sesto alla Parigi-Nizza 1995, quinto al Giro delle Fiandre 2005 e quinto alla Parigi-Roubaix 2007. Nel 2004 fu inoltre "azzurro", convocato dal ct Franco Ballerini per la prova in linea del mondiale di Verona.

## Palmarès
- 1989 (Juniores)

Trofeo Tosco-Umbro
- 1990 (dilettanti)

Coppa Bologna
- 1991 (dilettanti)

Trofeo Rigoberto Lamonica
- 1992 (dilettanti)

3ª tappa Giro delle Regioni (Bolsena > Cetona)
Classifica generale Giro delle Regioni
Coppa Ciuffenna
Trofeo Mario Zanchi
- 1993 (Mercatone Uno, una vittoria)

4ª tappa Giro di Puglia (Fasano > Locorotondo)
- 1994 (Mercatone Uno, una vittoria)

Giro di Romagna
- 1997 (Saeco, due vittorie)

Classifica generale Tirreno-Adriatico
Classifica generale Giro di Sardegna (valido come Settimana Ciclistica Internazionale)
- 2001 (Fassa Bortolo, tre vittorie)

5ª tappa Tirreno-Adriatico (Campli > Torricella Sicura, cronometro)
Trofeo Pantalica
1ª tappa Giro d'Abruzzo (Pescara > San Salvo)
- 2004 (Fassa Bortolo, una vittoria)

5ª tappa Tirreno-Adriatico (Paglieta > Torricella Sicura)
- 2006 (Tenax-Salmilano, due vittorie)

2ª tappa Quatre Jours de Dunkerque (Arques > Le Cateau-Cambrésis)
Classifica generale Quatre Jours de Dunkerque

### Altri successi
- 1992 (dilettanti)

Classifica giovani Giro delle Regioni
- 1996 (Saeco)

Prologo Volta a Portugal (Mirandela, cronosquadre)
- 2002 (Fassa Bortolo)

1ª tappa Tour Méditerranéen (Salon > Berre, cronosquadre)
- 2003 (Fassa Bortolo)

6ª tappa Tour Méditerranéen (Gemenos > Marsiglia, cronosquadre)

## Piazzamenti

### Grandi Giri
- Giro d'Italia

1995: ritirato (5ª tappa)
1996: 63º
1997: 24º
1999: 60º
2001: 100º
- Tour de France

1994: ritirato (11ª tappa)
1995: ritirato (9ª tappa)
- Vuelta a España

1994: 73º
1997: ritirato (7ª tappa)

### Classiche monumento
- Milano-Sanremo

1996: 27º
1997: 25º
1998: 9º
1999: ritirato
2001: 36º
2002: 41º
2003: ritirato
2004: 101º
2005: 79º
2007: 104º
- Giro delle Fiandre

1998: 40º
2001: 29º
2002: ritirato
2003: 56º
2004: 19º
2005: 5º
2006: 10º
2007: ritirato
- Parigi-Roubaix

1998: ritirato
2000: ritirato
2001: ritirato
2002: ritirato
2003: ritirato
2005: 29º
2007: 5º
- Liegi-Bastogne-Liegi

1999: ritirato
2003: ritirato
2004: 96º
2005: ritirato
- Giro di Lombardia

1998: ritirato
1999: ritirato
2004: ritirato

### Competizioni mondiali
- Campionati del mondo su strada

Verona 2004 - In linea Elite: ritirato
- Campionati del mondo di ciclocross

Zeddam 2006 - Elite: 30°